# Fleuré (Vienne)
Fleuré è un comune francese di 1 006 abitanti situato nel dipartimento della Vienne nella regione della Nuova Aquitania.

## Società

### Evoluzione demografica
Abitanti censiti